# Олексіївське газове родовище
Олексіївське га́зове родо́вище — належить до Індоло-Кубанської нафтогазоносної області Південного нафтогазоносногу регіону України.

## Опис
Розташоване в центральній частині Керченського півострова.
Приурочене до півд. борту Індоло-Кубанського прогину. Олексіївське підняття виявлене в 1926-27 рр. Газоносна структура — напівантикліналь нижньопалеоценових г.п. розмірами по ізогіпсі -3600 м 2,5х2,3 м, висота 400 м. Розвідане в 1946-47, 1968-69, 1973-76, 1980 -81 рр. Перший промисловий приплив газу з конденсатом одержано з нижньопалеоценових відкладів в інтервалі 3257-3276 м. Газоносною є пачка пісковиків та аргілітів товщиною 9-24 м. Вище цієї пачки виділена ще одна, менш потужна газоносна пачка товщиною до 8 м. Приплив газу з цієї пачки одержаний в інтервалі 3100-3104 м.
Поклад пластовий, склепінчастий, тектонічно екранований. Режим покладу газовий. Запаси газу початкові видобувні категорій А+В+С1 — 100 млн. м³.